# 武汉轨道交通6号线
武汉轨道交通6号线是武汉轨道交通的线路之一。其一期工程南起东风公司站，北至金银湖公园站，线路全长36km，设站27座，均为地下车站，并且是武汉继轨道交通3号线之后第二条穿越汉江的轨道交通线路。6号线跨越汉口与汉阳两个地区，途径武汉市的东西湖区、江汉区、江岸区、硚口区、汉阳区和武汉经济技术开发区。轨道交通6号线还是武汉首条A型车线路，采用6节编组。与线网中的大部分线路所采用的第三轨供电方式不同，6号线是目前武汉首条采用接触网供电的地铁线路。一期工程于2016年12月28日开通，二期工程于2021年12月26日开通。

## 线路介绍

### 一期工程
线路主要沿车城北路、国博大道、鹦鹉大道、中山大道、大智路、香港路、唐家墩路、石桥路、花园中路、金山大道敷设，连接武汉体育中心、武汉国际博览中心、钟家村商圈、武汉市第一医院、武胜路-汉正街商圈、江汉路商圈、武汉市第六医院、武汉市儿童医院和武汉市妇幼保健院、杨汊湖-后湖组团、常青花园、园博园和金银湖组团等。一期工程设有老关村车辆段及金银湖停车场，老关村车辆段位于线路南端、三环线白沙洲大桥南侧的老关村，与国博中心南站接轨；金银湖停车场位于线路北端、金山大道北侧，与金银湖公园站接轨。控制中心设置在三金潭车辆段内，与地铁3、7号线共用。一期工程还设有2座主变电所，分别位于琴台站和杨汊湖站。
2021年12月8日，该工程获得中国施工企业管理协会评选的2020-2021年度国家优质工程奖金奖。

### 二期工程
轨道交通6号线二期工程起于6号线一期工程终点金银湖公园站（不含），沿金山大道敷设，止于新城十一路站，线路全长约7 km。二期工程共设车站5座，平均站间距约为1.4 km，全部为地下站，分别为海口三路站、二雅路站、五环体育中心站、码头潭公园站、新城十一路站。6号线二期共有2座换乘车站，在五环体育中心站与远期17号线换乘，在码头潭公园站与1号线换乘。

### 三期工程
6号线三期工程重点服务武汉经开区东风大道以西片区，填补博学路江汉大学沿线轨道覆盖盲区，同时加强车谷副城与中心城区的快速交通联系。本工程线路起于博艺路站，经博学路、车城西路，止于6号线一期起点站东风公司站（不含）。线路全长约2.7 km，均为地下线，设车站2座，均为地下站，含换乘站1座，为博艺路站，与规划17号线换乘，线路平均站间距1218 m。三期工程新建巨龙湖停车场一座，与6号线二期工程终点站新城十一路站接轨。利用6号线一期琴台主变及6号线二期巨龙湖主变供电。6号线三期工程仍在规划阶段，预计将于近期开始建设。

## 车站
| 武汉轨道交通6号线车站列表 |                                 |           |         |               |                   |                |            |
| 中文站名                  | 英文站名                        | 站间距/km | 里程/km | 所在地        | 换乘线路          | 车站形式       | 启用日期   |
| 新城十一路                | Xincheng 11th Road              | 0         | 0       | 东西湖区      |                   | 地下岛式月台   | 2021/12/26 |
| 码头潭公园                | Matoutan Park                   | 1.496     | 1.496   | 东西湖区      | █ 1号线           | 地下岛式月台   | 2021/12/26 |
| 五环体育中心              | Five Rings Sports Center        | 1.176     | 2.672   | 东西湖区      |                   | 地下岛式月台   | 2021/12/26 |
| 二雅路                    | Erya Road                       | 1.570     | 4.242   | 东西湖区      |                   | 地下岛式月台   | 2021/12/26 |
| 海口三路                  | Haikou 3rd Road                 | 1.412     | 5.654   | 东西湖区      |                   | 地下岛式月台   | 2021/12/26 |
| 金银湖公园                | Jinyinhu Park                   | 1.371     | 7.025   | 东西湖区      |                   | 地下岛式月台   | 2016/12/28 |
| 金银湖                    | Jinyinhu                        | 2.391     | 9.416   | 东西湖区      |                   | 地下岛式月台   | 2016/12/28 |
| 园博园北                  | Garden Expo North               | 1.748     | 11.164  | 东西湖区      | █ 7号线           | 地下岛式月台   | 2016/12/28 |
| 轻工大学                  | Polytechnic Univ.               | 1.202     | 12.366  | 东西湖区      |                   | 地下岛式月台   | 2016/12/28 |
| 常青花园                  | Changqinghuayuan                | 0.961     | 13.327  | 东西湖区      | █ 2号线           | 地下岛式月台   | 2016/12/28 |
| 杨汊湖                    | Yangchahu                       | 2.110     | 15.437  | 江汉区        |                   | 地下岛式月台   | 2016/12/28 |
| 石桥                      | Shiqiao                         | 0.844     | 16.281  | 江汉区        | █ 12号线          | 地下岛式月台   | 2016/12/28 |
| 唐家墩                    | Tangjiadun                      | 1.477     | 17.758  | 江汉区        | █ 10号线          | 地下岛式月台   | 2016/12/28 |
| 三眼桥                    | Sanyanqiao                      | 0.953     | 18.711  | 江汉区        |                   | 地下岛式月台   | 2016/12/28 |
| 香港路                    | Xianggang Road                  | 1.024     | 19.735  | 江岸区/江汉区 | █ 3号线 █ 7号线   | 地下侧式月台   | 2016/12/28 |
| 苗栗路                    | Miaoli Road                     | 0.864     | 20.599  | 江岸区        |                   | 地下岛式月台   | 2016/12/28 |
| 大智路                    | Dazhi Road                      | 0.804     | 21.403  | 江岸区        | █ 1号线           | 地下岛式月台   | 2016/12/28 |
| 江汉路                    | Jianghan Road                   | 1.553     | 22.956  | 江汉区        | █ 2号线           | 地下岛式月台   | 2016/12/28 |
| 六渡桥                    | Liuduqiao                       | 0.851     | 23.807  | 江汉区        |                   | 地下岛式月台   | 2016/12/28 |
| 汉正街                    | Hanzheng Street                 | 0.977     | 24.784  | 硚口区        |                   | 地下岛式月台   | 2016/12/28 |
| 武胜路                    | Wusheng Road                    | 0.762     | 25.546  | 硚口区        |                   | 地下岛式月台   | 2016/12/28 |
| 琴台                      | Qintai                          | 1.857     | 27.403  | 汉阳区        |                   | 地下岛式月台   | 2016/12/28 |
| 钟家村                    | Zhongjiacun                     | 0.933     | 28.336  | 汉阳区        | █ 4号线           | 地下岛叠式月台 | 2016/12/28 |
| 马鹦路                    | Maying Road                     | 1.282     | 29.618  | 汉阳区        |                   | 地下岛式月台   | 2016/12/28 |
| 建港                      | Jiangang                        | 1.478     | 31.096  | 汉阳区        |                   | 地下岛式月台   | 2016/12/28 |
| 前进村                    | Qianjincun                      | 0.953     | 32.049  | 汉阳区        |                   | 地下岛式月台   | 2016/12/28 |
| 国博中心北                | North International Expo Center | 1.525     | 33.574  | 汉阳区        |                   | 地下岛式月台   | 2016/12/28 |
| 国博中心南                | South International Expo Center | 0.756     | 34.330  | 汉阳区        | █ 16号线 █ 12号线 | 地下岛式月台   | 2016/12/28 |
| 老关村                    | Laoguancun                      | 1.826     | 36.156  | 武汉经开区    | █ 16号线          | 地下岛式月台   | 2016/12/28 |
| 江城大道                  | Jiangcheng Boulevard            | 2.805     | 38.961  | 武汉经开区    | █ 10号线          | 地下岛式月台   | 2016/12/28 |
| 车城东路                  | Checheng East Road              | 2.279     | 41.240  | 武汉经开区    |                   | 地下岛式月台   | 2016/12/28 |
| 东风公司                  | Dongfeng Motor Corp.            | 1.297     | 42.537  | 武汉经开区    | █ 3号线           | 地下岛式月台   | 2016/12/28 |

### 换乘站
- 码头潭公园：1、6号线的换乘站。换乘方式为通道换乘。
- 园博园北：6、7号线的换乘站。换乘方式为T形节点换乘。
- 常青花园：2、6号线的换乘站。换乘方式为通道换乘。
- 香港路：3、6、7号线的换乘站。3号线与7号线的换乘方式为同台换乘（两线同向）；3、7号线与6号线的换乘方式为十字节点换乘。
- 大智路：1、6号线的换乘站。换乘方式为通道换乘（仅有电动扶梯）。
- 江汉路：2、6号线的换乘站。换乘方式为通道换乘。
- 钟家村：4、6号线的换乘站。换乘方式为同台换乘（两线反向），4号线往武汉火车站方向与6号线往新城十一路方向同台；4号线往柏林方向与6号线往东风公司方向同台。
- 国博中心南：6、16号线的换乘站。换乘方式为通道换乘。
- 老关村：6、16号线的换乘站。换乘方式为站厅换乘。
- 东风公司：3、6号线的换乘站。换乘方式为L形节点换乘。

### 特色站点
6号线共11个特色站，国博中心南站主题为“博览万千”、国博中心北站主题为“奇趣海洋”、琴台站主题为“流水知音”、武胜路站主题为“古武胜印象”、汉正街站主题为“汉正印象”、六渡桥站主题为“六渡回想”、江汉路站主题为“江汉记忆”、大智路站主题为“日新月异”、石桥站主题为“老村新居”、常青花园站主题为“万家灯火”、园博园北站主题为“繁花似锦”。值得一提的是，从琴台站至大智路站，连续的七个车站均是特色站。
- 汉正街站站厅
- 大智路站内火车头
- 琴台站站台
- 新设计的客服中心
- 金银湖停车场
- 车内LCD屏
- 江汉路站换乘通道
- 三眼桥站月台

## 票务规定
- 计价方式：按里程限时计费。
- 计价标准：起价2元可乘坐4公里，3元可乘坐8公里，4元可乘坐12公里，5元可乘坐18公里，6元可乘坐24公里，7元可乘坐32公里，8元可乘坐40公里，9元可乘坐50公里，50公里以上每增加1元可多乘坐20公里。具体的计费标准可参见下表：

|  |  |  |  |  |  |  |  |  |

- 乘车限时：每次进闸到出闸限240分钟。
- 乘车优惠：使用武汉通卡享受9折优惠。
- 支付方式：乘客可通过扫描“支付宝”“微信”“云闪付”“Metro新时代”等手机应用内的地铁乘车码乘坐武汉地铁；以及通过具备闪付功能的银联银行卡、交通联合卡和武汉通（以上三款均含手机NFC版本）刷卡乘车。
- 定期票：分为1、3、7日定期票，每张价格分别为18元、45元、90元。
  - 实体定期票：购买时每张票另收押金20元，乘客可在地铁各车站客服中心办理定期票的购买和退票等业务。1日票为发售时间起至当日运营时间结束，3日票为当日发售时间起至第3日运营时间结束，7日票为当日发售时间起至第7日运营时间结束。
  - 电子定期票：电子定期票在“Metro新时代”手机应用内购买。1日票为激活后24小时内，3日票为激活后72小时内，7日票为激活后168小时内有效。

## 行车安排

### 运行交路
6号线目前所有列车采用单一交路的运营方式，即所有列车均运行全程。2016年12月28日至2017年9月30日期间，6号线曾实行大、小交路套跑的运行方式，大交路（即全程）为金银湖公园站-东风公司站；小交路为石桥站-老关村站。大小交路之比为1:1，即第一列车为大交路、第二列车为小交路。不过自2017年10月1日起，该运营模式已被取消。

### 首末班车时间
- 武汉地铁首末班车时间

## 影响

### 中山大道全封闭施工
2014年8月13日，武汉市公安交管部门宣布，从2014年8月20日起至2016年8月30日，为配合地铁6号线位于中山大道的4个站点（武胜路站、汉正街站、六渡桥站、江汉路站）施工，对中山大道（武胜路至江汉路）约2.6公里路段全封闭，在此期间，中山大道（武胜路至江汉路）禁止机动车通行。封闭路段是汉口商家、人口最为密集的商圈，涉及至少千余家店铺，而且部分阻断了一条重要交通主干道，机动车禁止通行长达2年，对整个汉口区域的通行状况，影响巨大。这是继建设大道、香港路、台北路等道路之后被“腰斩”的又一条汉口主干道，也将是武汉史上影响力最大，波及面最广的交通管制。
封闭缘由是武胜路站、汉正街站位于中山大道武胜路至多福路段，中山大道路面宽度仅40米，六渡桥站路面仅29.8米宽。地铁站打围的宽度达38.8米，已紧贴红线与两侧建筑，没有空间可供通行。此外，利济路以东地下有“地一大道”人防工程，该工程深约9米，宽度与车站结构相同。受该工程与地下水影响，车站结构施工只能采取明挖法，因此须全封闭中山大道这一段路面。
为给地铁6号线施工让路，位于中山大道的江汉路人行天桥、武胜路人行天桥和六渡桥人行天桥将会拆除，其中江汉路人行天桥将会在未来复建，另两座人行天桥则是永久拆除。武汉市民把六渡桥天桥读作“绿豆桥”（六渡和绿豆在武汉话中读音相同），在“绿豆桥”将要拆除之前，不少“老武昌”特地跑来汉口看其最后一眼，可见见证了武汉发展30年的“绿豆桥”在武汉市民心中的份量。与“绿豆桥”命运相似的还有伫立于汉阳21年的钟家村人行天桥，早在武汉地铁4号线二期施工时，钟家村人行天桥就因位置原因被永久拆除。这些地铁站建成后，行人可从地铁站出入口过马路。
不过借着地铁6号线施工的契机，改造完成的中山大道重塑百年老街面貌。

### 为保护湿地绕开月湖
在6号线车站选址时,原方案将琴台站设在月湖内的湖心岛上，这样地下的隧道就能设计成平缓的弧形，连接汉江两岸的琴台站和武胜路站。不过，这一方案在实施过程中，将不可避免对月湖进行临时性填占，相关施工措施或将较大程度影响月湖的水生态环境，于是遭到否决。根据后来的设计，琴台站向东移动了近百米，车站主体结构位于鹦鹉大道的西侧地下，未对月湖产生影响。但是移动了车站位置，过江地铁隧道走向就必须发生改变，如果简单将琴台站与武胜路站两两相连，地铁列车过江就要走直角，这会带来极高的行车安全风险。避免产生直角的最简单方法就是取消武胜路站，但考虑到其地上有武汉市第一医院等重要公共设施，乘车需求很大，为了方便市民出行，该站必须保留。最终设计方案选择了在江底拐出S形，从琴台站出发后，向西北方向拐一次，再从汉口崇仁路上岸，连接到武胜路站。这一方案江底段长度350米，两站区间内左右线盾构长度均在1.7公里上下，单线比从月湖中心地下出发多出约400米，投资增加约1个亿，但有效保护了月湖湿地。

## 使用列车
- 列车编组中的M表示动车，Mp表示带受电弓的动车，Tc表示带驾驶室的拖车。

| 列车名称与型号               | 列车生产厂商                                  | 列车编组                   | 列车制造年代 | 列车编号  | 列车总数 | 转向架型号 （动车 / 拖车） | 牵引电动机 生产厂商，型号与类型          | 牵引逆变器 生产厂商，型号与类型 | 辅助电源 生产厂商，型号与类型 |
| ---------------------------- | --------------------------------------------- | -------------------------- | ------------ | --------- | -------- | -------------------------- | ---------------------------------------- | ------------------------------- | ----------------------------- |
| 列车名称与型号               | 列车生产厂商                                  | 列车编组                   | 列车制造年代 | 列车编号  | 列车总数 | 转向架型号 （动车 / 拖车） | 东芝产机系统原设计                       | 东芝产机系统原设计              | 中车大连电牵研发中心制        |
| 列车名称与型号               | 列车生产厂商                                  | 列车编组                   | 列车制造年代 | 列车编号  | 列车总数 | 转向架型号 （动车 / 拖车） | 大连东芝机车电气设备代工生产             | 中车大连电牵研发中心代工生产    | 中车大连电牵研发中心制        |
| 一期车辆 （中车株机A型列车） | 中车株洲电力机车 （武汉中车株机轨道交通装备） | 6节A型 （Tc+Mp+M+M+Mp+Tc） | 2014 ~ 2016  | F01 ~ F40 | 40列     | ZME-080 型                 | SEA-439 型 鼠笼式三相异步交流牵引电动机  | SVF058-E0 型 IGBT-VVVF          | CNE PW-245/D/H-01 型 IGBT-SIV |
| 二期车辆 （中车株机A型列车） | 中车株洲电力机车 （武汉中车株机轨道交通装备） | 6节A型 （Tc+Mp+M+M+Mp+Tc） | 2020 ~ 2021  | F41 ~ F51 | 11列     | ZME-080 型                 | SEA-439A 型 鼠笼式三相异步交流牵引电动机 | SVF058-G0 型 IGBT-VVVF          | CNE PW-245/D/H 系列 IGBT-SIV  |

6号线一期工程配车40列，二期工程配车11列；所有列车均产自中车株洲电力机车有限公司，其中部分列车在位于江夏区的武汉中车株机轨道交通装备有限公司生产。列车采用6节编组，并且首次在头尾增加疏散门。
6号线一期工程是国内首条全线采用全自主知识产权的直流 1500 V 电气牵引系统的线路，全套系统由中车大连电力牵引研发中心有限公司旗下的武汉中车电牵科技有限公司代工生产，实现了“武汉制造”。

### 内部链接
- 武汉地铁
- 中山大道 (武汉市)